# Kyphopteryx brodskii
Kyphopteryx brodskii är en bäcksländeart som först beskrevs av Zhiltzova 1972.  Kyphopteryx brodskii ingår i släktet Kyphopteryx och familjen vingbandbäcksländor. Inga underarter finns listade i Catalogue of Life.